# Ardizija
Ardizija (lat. Ardisia), rod vazdazelenih polugrmova i grmova iz porodice jaglačevki. Tipična vrsta je A. tinifolia Sw., endem sa Jamajke. Opisan je u Nova Genera et Species Plantarum seu Prodromus 3, 48. 1788.

## Etimologija
Latinsko ime roda potjerče od grčke riječi ardis, vršak strelice.

## Opis
Rod je pretrpio od prekomjernog cijepanja i odvajanja u previše zasebnih rodova, što je djelomično ispravljeno. U Maleziji je taksonomija još uvijek slabo poznata.

## Vrste
Vidi Popis vrsta roda Ardisia